# Gonomyia (Leiponeura) mizoensis
Gonomyia (Leiponeura) mizoensis is een tweevleugelige uit de familie steltmuggen (Limoniidae). De soort komt voor in het Oriëntaals gebied.